# Tysk-spanska fördraget (1899)

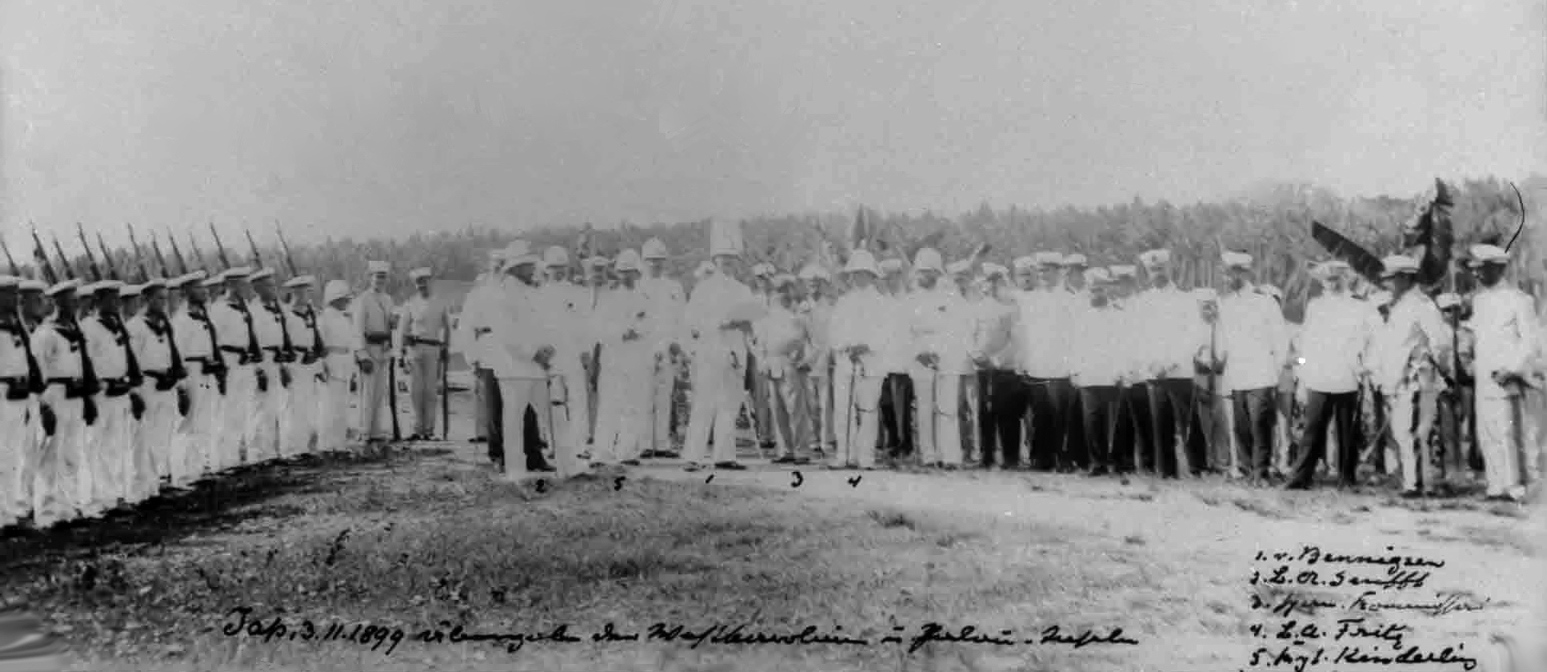
Spanien lämnar över Västkarolinerna till Tyskland, 3 november 1899

Tysk-spanska fördraget (spanska: Tratado germano-español (1899), tyska: Deutsch-Spanischer Vertrag 1899) var ett avtal från 1899 mellan Tyskland och Spanien, där spanjorerna sålde sina kvarvarande besittningar i Stilla havet till Tyskland för 25 miljoner pesetas (motsvarande 17 miljoner mark).

## Historia
När spansk-amerikanska kriget var över 1898, förlorade Spanien flera av sina kvarvarande besittningar. Kuba blev fullt självständigt, medan USA tog över Puerto Rico, Filippinerna och Guam. Kvar hade Spanien nu Spanska Ostindien i Stilla havet, cirka 6 000 öar, av vilka många var glest befolkade och olönsamma, samt svåra att styra och försvara när man inte längre hade Manilla som administrativt centrum. När Spanien beslutade sig för att sälja besittningarna, tryckte Tyskland på och ville köpa.
Fördraget skrevs på den 12 februari 1899 av Spaniens premiärminister Francisco Silvela. Karolinerna och Nordmarianerna såldes nu till Tyskland, och kom att förvaltas under Tyska Nya Guinea. De kommande åren inledde tyskarna bland annat gruvdrift i Palau.
Under första världskriget erövrade Japan flera av dessa tyska besittningar och då kriget var över hamnade de under Japanska Stillahavsmandatet, innan USA tog kontrollen efter andra världskriget.

### Fotnoter
1. ↑  ”Palau profile - timeline” (på engelska). BBC. 3 mars 2015. http://www.bbc.com/news/world-middle-east-15446663. Läst 9 november 2015.